# Simtokha Dzong
Simtokha Dzong, dzongkha: སེམས་རྟོགས་ཁ་རྫོང་།, oficjalnie: Sangak Zabdhon Phodrang (Pałac Dogłębnego Znaczenia Tajemnych Mantr) – najstarszy w pełni zachowany warowny klasztor buddyjski (dzong) w Bhutanie. Znajduje się w dystrykcie Thimphu w zachodnim Bhutanie.
Był to pierwszy dzong zbudowany w 1629 r. przez Ngawang Namgyala, założyciela Bhutanu, i jako pierwszy był połączonym ośrodkiem klasztorno-administracyjnym. Nazwa "Simtokha" oznacza "kamiennego demona" i odnosi się do legendy o zaklęciu lokalnej demonicy w kamień. Dzong miał bronić dostępu do Thimphu i wschodniego Bhutanu. Podczas budowy dzong został zaatakowany przez Tybetańczyków i sprzymierzone z nimi wojska pięciu lamów bhutańskich, przeciwne rządom Ngawang Namgyala. Atak odparto, jednak w 1630 r. Tybetańczycy ponownie zaatakowali i tym razem zdobyli dzong. Potem Ngawang Namgyal odzyskał dzong, jednak w walkach budynki spłonęły. Odbudowano je w 1670 r., następnie wielokrotnie przebudowywano. W centralnej wieży dzonga znajduje się świątynia i sala zebrań (lhakhang) z posągiem Śakjamuniego w otoczeniu ośmiu bodhisattwów. Freski na ścianach świątyni uważane są za najstarsze i najpiękniejsze w Bhutanie. Obecnie w dzongu znajduje się Instytut Studiów o Języku i Kulturze, kształcący mnichów i świeckich..

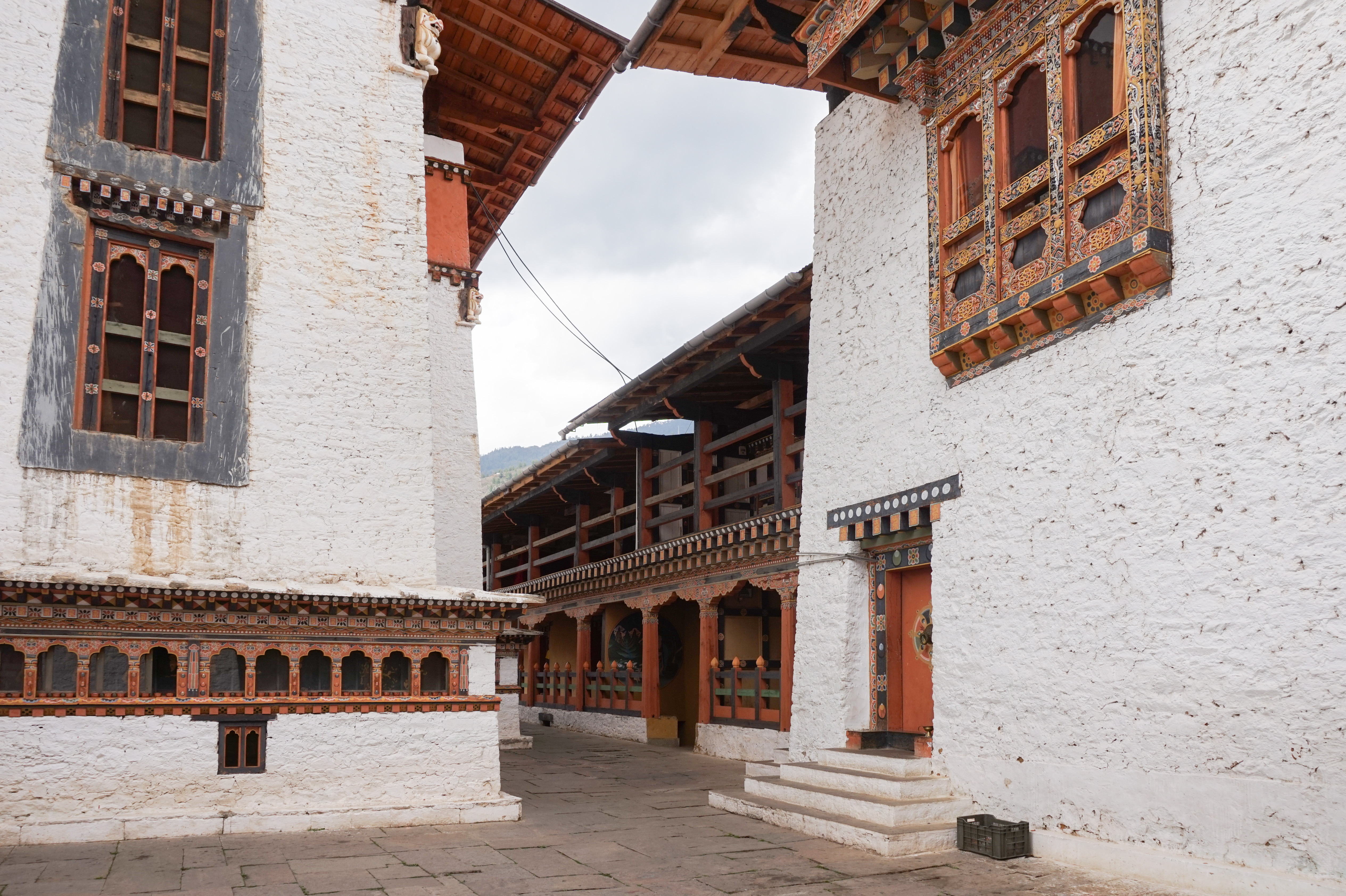
wewnątrz dzonga
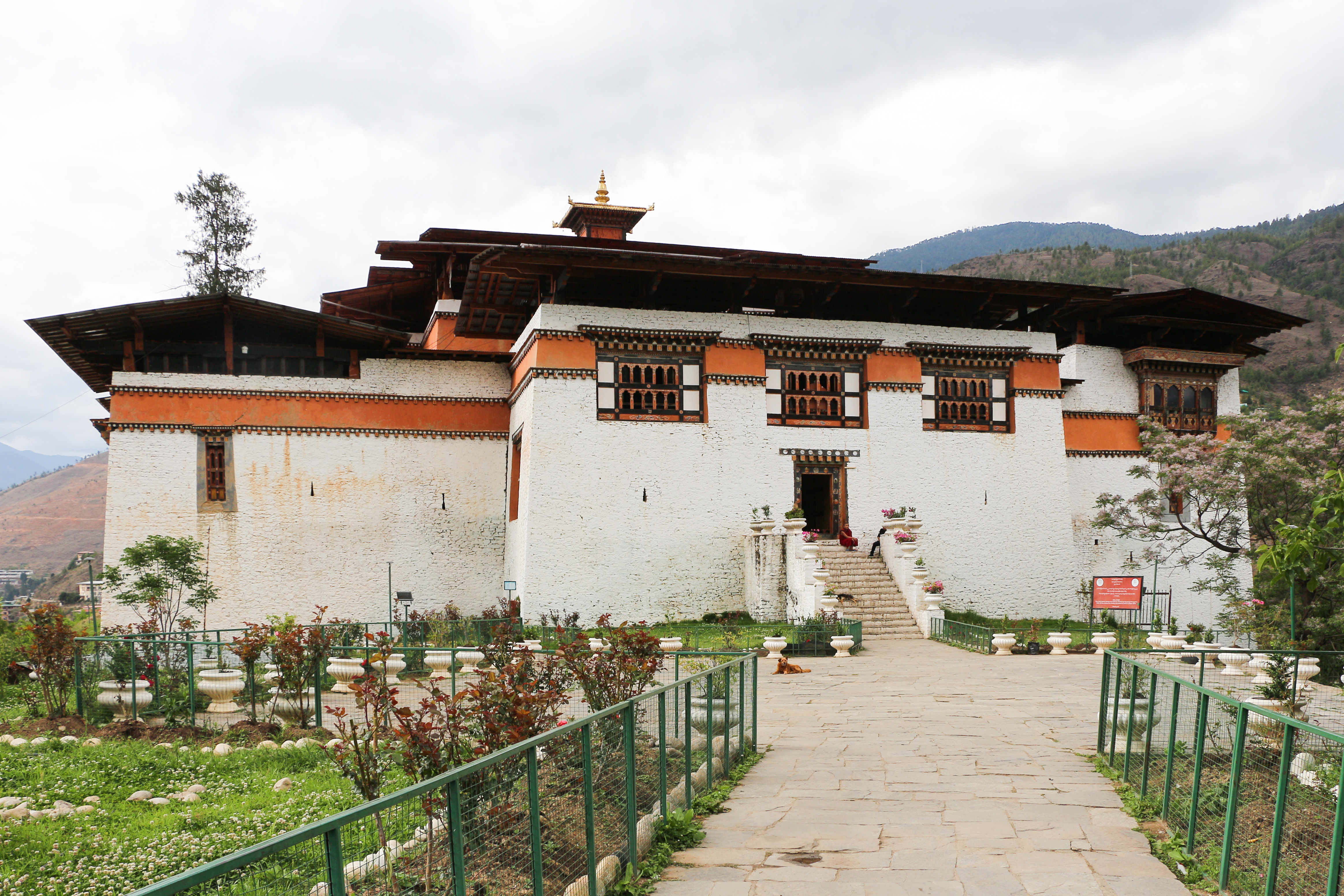
wieża centralna
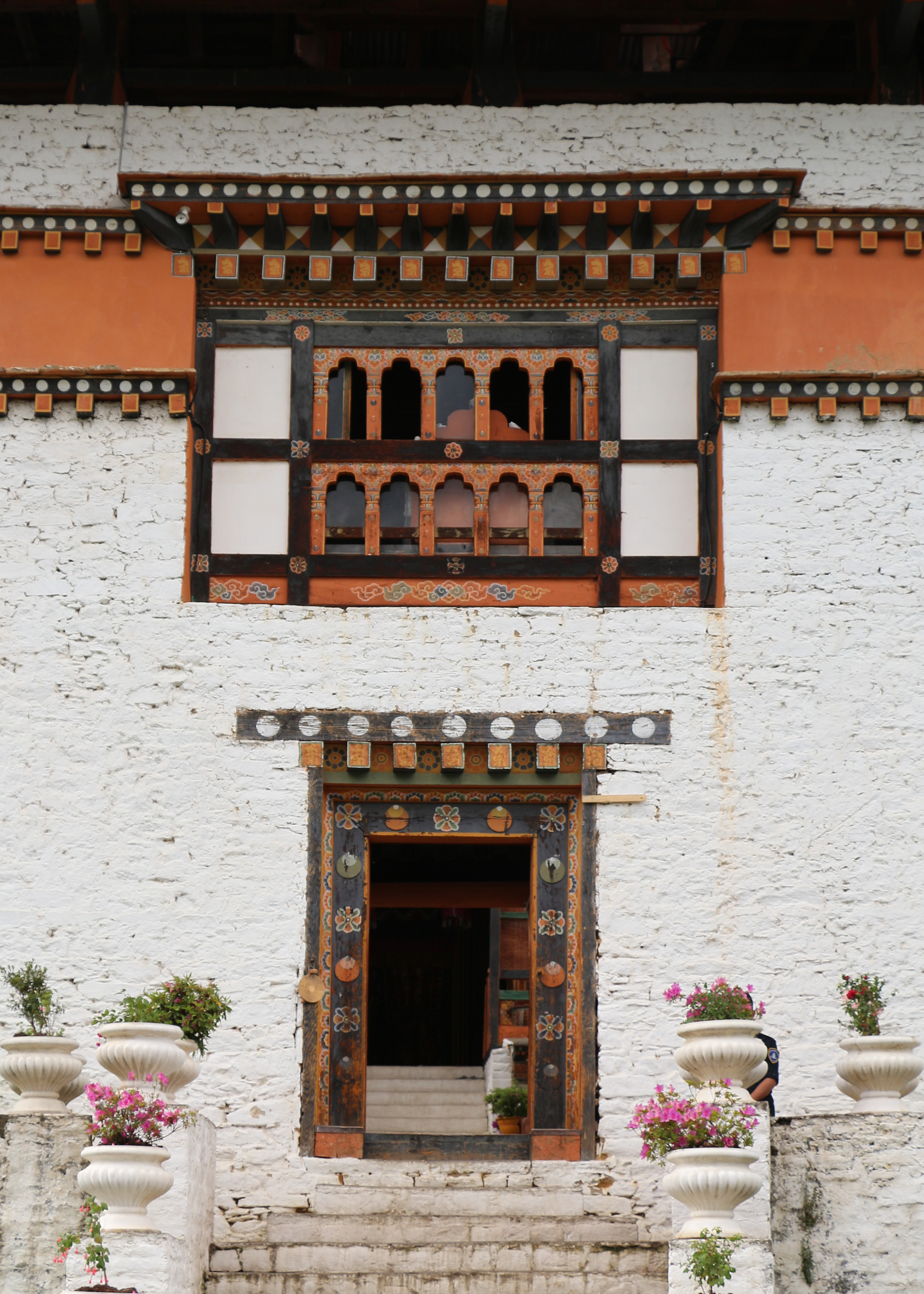
wejście do lhakhangu
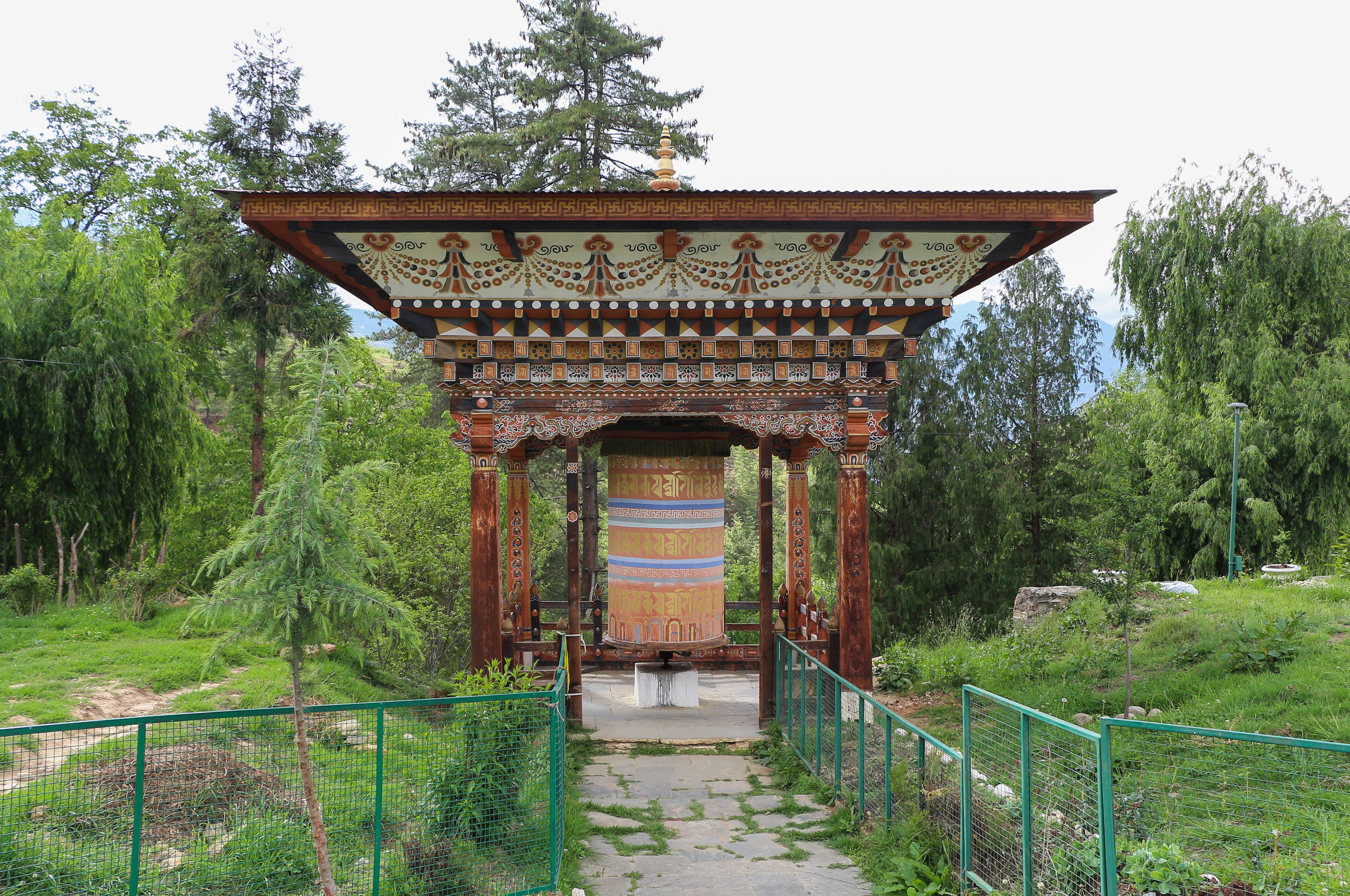
młynek modlitewny